# Alismatales
Le Alismatali (Alismatales R.Br. ex Bercht. & J.Presl) sono un ordine di piante angiosperme monocotiledoni che comprende circa 4500 specie riunite in 165 generi e 14 famiglie, con distribuzione cosmopolita.
Alcune specie crescono in acqua dolce, altri in habitat marini.  Include l'unica angiosperma marina che vive completamente sommersa in acqua salata la Posidonia.
La coltura alimentare più importante dell'ordine è la pianta del taro, Colocasia esculenta.

## Descrizione
Comprendono piante erbacee usualmente trovate in ambienti acquatici. 
I fiori sono solitamente disposti in infiorescenze, e nei semi maturi manca l'endosperma.

## Tassonomia
Filogeneticamente, sono monocotiledoni basali, cioè piante che si staccano presto, all'inizio dell'evoluzione, rispetto ai gruppi di monocotiledoni lilioidi e commelinidi. Insieme agli Acorales, gli Alismatales.
Nella classificazione tradizionale (Sistema Cronquist 1981) l'ordine delle Alismatales era ristretto a solo tre famiglie (Alismataceae, Butomaceae e Limnocharitaceae).
La classificazione APG assegna all'ordine Alismatales le seguenti famiglie:
- Araceae Juss.
- Tofieldiaceae Takht.
- Alismataceae Vent.
- Butomaceae Mirb.
- Hydrocharitaceae Juss.
- Scheuchzeriaceae F.Rudolphi
- Aponogetonaceae Planch.
- Juncaginaceae Rich.
- Maundiaceae Nakai
- Zosteraceae Dumort.

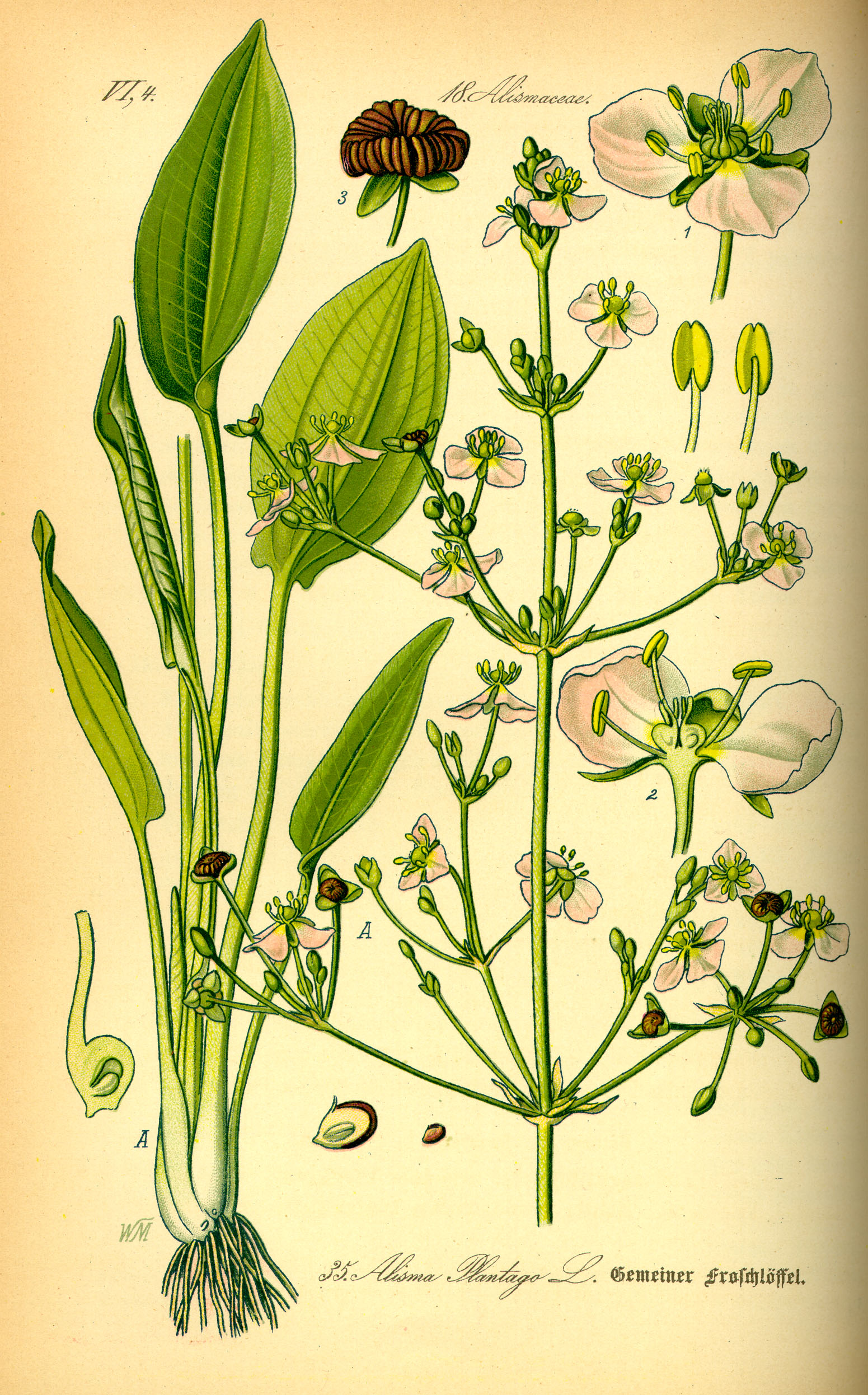
Tavola botanica di Alisma aquatica

- Potamogetonaceae Bercht. & J.Presl
- Posidoniaceae Vines
- Ruppiaceae Horan.
- Cymodoceaceae Vines